# 修身
修身（しゅうしん）は、「身を修めること」を意味し、第二次世界大戦前の日本の小学校における科目の一つ。1890年（明治23年）の教育勅語発布から、1945年（昭和20年）の敗戦まで存在した。イギリス等の宗教教育や戦後日本の道徳教育に相当するものである。

## 概要
筆頭教科に位置付けられていたが、大戦終戦後、連合国軍最高司令官総司令部 (GHQ) は国史・地理と並んで修身を軍国主義教育とみなし、授業を停止する覚書きを出した。1950年代に入り、いわゆる「逆コース」の流れの中で、理性ある社会人を育てるものとして改めて復活したのが「道徳」である。

## 語源

### 明治期以前
四書五経の一つに数えられる『大学』に脩身の語がある。
自天子以至庶人、壹是皆以脩身爲本。
天子より以て庶人に至るまで、壱是に皆身を脩むるを以て本と為す。—大学經一章、

### 明治期
明治期に、モラルサイヤンス (Moral Science) を修身論と翻訳したのは福澤諭吉・小幡篤次郎などの慶應義塾関係者である。
明治元年の事と覺ゆ或日小幡篤次郎氏が散歩の途中、書物屋の店頭に一册の古本を得たりとて塾に持歸りて之を見れば米國出版ウェーランド編纂のモラルサイヤンスと題したる原書にして表題は道徳論に相違なし同志打寄り先づ其目録に從て書中の此處彼處を二三枚づゝ熟讀するに如何にも徳義一偏を論じたるものにして甚だ面白し斯る出版書が米國にあると云へば一日も捨置き難し早速購求せんとて横濱の洋書店丸屋に託して同本六十部ばかりを取寄せモラルサイヤンスの譯字に就ても樣々討議し遂に之を修身論と譯して直に塾の教塲に用ひたり—福澤諭吉、緒言、
修身論の原著は、en:Francis Wayland, The Elements of Moral Science, (1835, 1856 ed.) Paperback: ISBN 0766174239/Hardcover: ISBN 0674246004 である。

## 比較
| 国       | イギリス           | フランス         | 日本                    | ソ連 （現： ロシア）     | アメリカ合衆国               |
| -------- | ------------------ | ---------------- | ----------------------- | ------------------------ | ---------------------------- |
| 国民統合 | イングランド国教会 | フランス啓蒙主義 | 国家神道                | ソ連型社会主義           | アメリカ独立宣言             |
| 理想     | ジェントルマン     | シトワイヤン     | 華族（衰退）→良き日本人 | 社会主義労働英雄         | アメリカン・ドリームの体現者 |
| 目的     | 天国での永遠の命   | 自由、平等、友愛 | 子孫繁栄・皇運扶翼      | ソ連型社会主義の世界拡大 | 幸福追求                     |

## 歴史

### 前史/江戸時代
上下定分の理を中心とする朱子学が幕府の正学となった。
1609年～1612年にかけて、岡本大八事件が起こり、1612年～1613年にかけて、西洋道徳であるキリスト教を禁じる禁教令が公布された。
1627年または1628年、中国において、仏教徒の鐘始聲が反キリスト教本の「闢邪集」を著し、その中でキリスト教は仏教の粃糠を陰
（ひそ）かに竊（ぬす）んだものであるとの説を立てた（仏教とキリスト教）。この本は、後に日本へと伝わった。
1634年より、寺請制度が始まり、仏教が大衆化する。
1637年より、キリシタンを中心に島原の乱が起きる。
1644年、明朝が滅亡し、大順が誕生するものの、清により倒される。
1710年、儒学者の貝原益軒により、教育論の書である和俗童子訓が執筆された。
1715年頃、儒学者の新井白石は、西洋紀聞において西洋道徳であるキリスト教を批判し、鐘始聲の説は我を欺かないと述べた。また、中国に於いて明朝の滅びた理由の一つにキリスト教が挙げられていたことを引き、日本のキリスト教禁止は過防ではないとした。ただし、仏教の大衆化によってキリスト教を治めることについては、「虎をすすめて狼を駆る」ということになる恐れがなくもないと述べた。
1715年、道徳の乱れを理由に執筆された、気質物の浮世草子である世間子息気質が出版された。
また、世間子息気質の中の一つに、実学を疎かにし、儒教を学ぶことにより身を崩す商人の息子の話がある。
1716年、徳川吉宗が8代将軍となり、実学を奨励して、実学として蘭学を取り入れたが、西洋道徳であるキリスト教は排除した。
1739年、商人の石田梅岩が都鄙問答を著して、石門心学が広まった。
1790年、幕府は、風俗の崩れを理由に寛政異学の禁を行い、儒教の古学を禁止し、朱子学を復興した。
幕末まで、開国論者は和魂洋才の思想を持っていた。
- 佐久間象山「東洋道徳・西洋芸術のふたつを学び人民に恩恵を与え国恩にむくいる」
- 橋本左内「器械芸術は彼にとれ、仁義礼智は我に存す」
- 横井小楠「堯舜孔子の道を明らかにし、西洋器械の術を尽くさば、何ぞ富国に止まらん、何ぞ強兵に止まらん、大義を四海に布かんのみ」

なお、西洋においては、自然科学と合理主義の台頭により、啓蒙思想が広まり、キリスト教が変容していった。

### 教育勅語以前

#### 学制以前
明治維新により日本は五箇条の御誓文による開国進取の国是を採用した。神仏判然令が公布され、廃仏毀釈が行われた。また、五榜の掲示により、キリスト教の厳禁政策が続いた。明治元年(1868年)9月の『大学校御取立ノ御布告』によって「漢土西洋之学ハ共ニ皇道ノ羽翼」であると位置づけられ、皇学の復興により旧来の儒学は排撃され、日本の国体に基づく和魂洋才・和魂漢才が唱えられた。
1871年、寺請制度が廃止され、氏子調規則が施行された。

#### 学制下の道徳教育

##### 学制の成立
日本は明治維新によって近代国家としての歩みを始めるが、明治政府は教育に関して当初から困難を抱えていた。それは教育の中心を国学、漢学（儒学）、そして洋学のどれに据えるのかという問題である。政府は王政復古の理念に従って国学を中心にすることを考えるが、これには漢学派が反対して折り合いがつかず、結局、各学派の主導権争いの末「実学性」に富んだ洋学を主体とすることになった。そして、このような考えの下、1871年（明治4年）に文部省が設置され、翌年には『学制』が制定された。この1874年の学制の制定をもって日本における近代学校制度が発足したとされる。なお、この学制の起草委員である「学制取調掛」はそのほとんどが洋学者であった。
この学制に先立って、学制の精神理念を示す『学制奨励に関する被仰出書』（以後は単に被仰出書と呼ぶ）が太政官布告の形で宣言され、その内容は
- 人々の立身出世のために、学校では学問を授ける。
- 学ぶべきこととは、単なる文章の暗記などではなく、読み書き・算数の知識であり、これは誰もが必要とするものである。
- 全ての人が学校に通い学ぶ必要がある。

というものであった。この被仰出書は福沢諭吉の『学問のすすめ』の影響を受けていると考えられており、それゆえ啓蒙主義的な内容となっている。

##### 修身の成立
学制の中では、道徳教育は「修身科」が担うことになっており、以後、1945年までこれが続いた。これにより、小学で「修身」、中学で「修身学」という教科が置かれることになっていたが、実際には下等小学の低学年に「修身口授（ギョウギノサトシ）」という教科が全授業時間数の3%程度置かれただけであった。さらに、その授業形態は教師の談義や口述によるものであり、教科書はほとんどが欧米の倫理書等の翻訳本で、内容も法律書のようであり、児童が容易に理解できるものではなかった。ただ、東京師範学校刊行の『小学校生徒心得』(1873) は児童・生徒に対する日ごろの心得を教えたものであったという点でこれらの教科書とは違ったものであった。
西洋の翻訳教科書とはいえども、1873年に氏子調規則が廃止されるまで邪宗門（キリスト教等）は禁止されていたため、例えば『民家童蒙解』では原書でキリスト教に基づくものが、訳書で東洋思想に基づくように置き換えられている。
このように、学制においての道徳教育（修身科）は民衆にとって実生活に直接関連したものであったとはいえず、あまり重要視されてはいなかった。そして、このような性格を持ったこの時期の修身科は後に教育の重要性が叫ばれるようになると批判の矢面に立たされることになった。ともあれ、このような問題点を抱えつつも、学制において道徳教育は「修身科」という教科の一つとして開始されたのである。

#### 教育令と儒教主義への回帰

##### 学制への批判と教育令
こうして始まった学制と修身科は一定の啓蒙的役割を果たしたが、以下のようにいくつかの問題を抱えていた。
- 教育費の受益者負担[24]
- 強制就学による労働力の喪失[23]
- 実生活を無視した教育[20]

さらに、同時期、士族の反乱や自由民権運動により政治的緊張の高まっており、これに相まって、明治政府の欧米化政策に対して強い反発が現れるようになった。このような中で、もともと、「欧米化」により日本人としての精神が失われることに強い危機感を持っていた儒学者からは「教育の精神的よりどころを従来の儒学的思想に置くべきだ」との意見が噴出した。
そうして、1879年（明治12年）に『教学聖旨』が提示されることとなる。これは、維新以来の欧米化政策に対する憂慮と、それによる古来からの儒教主義的道徳観にもとづく教育の確立という「時代の要望」であったともいえる。この文書は天皇による聖旨という形で書かれているが起草を担当したのは儒学者で天皇の侍講の元田永孚であった。しかし、天皇の名を使ったものであっただけに影響は大きく、同年には早速、修身において翻訳書を使用禁止となった。そして、これ以降、日本の教育政策は知育重視から徳育重視の方針に転換することになる。この聖旨の具体的内容は、自由民権運動などの問題（風俗の乱れ）は維新以来の「教育が知育主義に走り道徳教育をないがしろにした」ことが原因と批判し、「仁義忠孝」を中心とした伝統的な儒教的な道徳教育を中心に教育を進めるべきであると主張するものであった。これはつまり、「列強を恐れすぎて近代化を急ぎすぎたので、これを修正しよう」というものであったが、同時に特定の道徳観念を強制するものでもあった。
ただし、この教学聖旨に対しては開明派官僚の反対が相次いだ。例えば、伊藤博文は『教育議』(1879)の中で「風俗の乱れは欧米化によるものではなく、急激な社会構造の変化によるもの」であるとし、「科学的な知識教育こそがそのような問題を失くしていく方法だ」と主張した。これに対して、また、先の『教学聖旨』を起草した元田は『教育議附議』を提出し反論するがその意見は認められず、同年従来の学制を廃止し『教育令』が公布された。なお、後の改正教育令と区別するため、この教育令を『自由教育令』と呼ぶこともある。その主な内容は「就学義務の緩和」や「学務委員の選挙による選出」など自由・放任主義を原則とするものであったが、道徳教育に関しては特に重視されたりすることなく従来と変わらない扱いであった。

##### 改正教育令
前述のように、1879年（明治12年）には学制を廃止して新しく教育令が公布されたが、教学聖旨などの儒教主義への回帰主義に逆らうことはできず、翌年1880年（明治13年）に「改正教育令」としてその内容をガラリと変えることになる。
この改正教育令の特徴は教科の順番で修身が一番先頭に来ていることであり、以後、太平洋戦争が始まるまで学校教育においては「修身」が筆頭となることとなった。具体的には、例えば、この翌年1881年（明治14年）5月4日に作成された『小学校教則綱領』（文部省達）では小学校における修身科の授業時間数が学制の時に比べて12倍に増え、小学校を初等・中等・高等の3科に区分し、歴史は日本歴史のみとし、同年にこの改正教育令に基づいて作られた『小学校教員心得』（1881年6月18日文部省達）では教師は児童・生徒に知識を教え込むのではなく道徳性を持たせるべきであるとされた。
さらに、その修身科の内容も儒教色の濃いものとなった 。例えば、前述のように修身科の教科書として翻訳書を禁止した一方で、元田永孚の『幼学綱要』(1882)や、西村茂樹の『小学修身訓』(1880)『小学修身書』(1883) など新しい教科書を儒学者によって作らせた。また、1882年（明治15年）の文部省による『小学修身編纂方大意』（1881年4月27日内示）においては「儒教が日本固有の道徳倫理に密接に関係している」「欧米の倫理学は日本の風土に合わない」といったことが書かれており、これに基づいた教科書からは西洋の格言などが姿を消した。
このような「道徳教育重視」の流れによって、この時代の学校教育は干渉主義・統制主義の強いものになった。前述のような教科書の統制だけではなく、1881年（明治14年）7月21日には『学校教員品行検定規則』（文部省達）によって「教師の反体制的言動・思想」が規制の対象となったり、修身科以外の教科に対しても内容干渉が行われたりするようになり、各教科の自立性が失われる結果となった。

##### 徳育論争
しかし、このような流れが素直に受け入れられたわけではなかった。早くは、先に述べたように伊藤博文が『教育議』によって儒教主義的教育への回帰に反発し、また、福沢諭吉も1882年（明治15年）に『徳育如何』という論文を発表して、「道徳教育は国民の自主的な議論に基づいたものであるべきだ」と反論を加え、「儒教主義的教育の根源となっている信仰や服従の精神」を批判した。また、西村茂樹も『日本道徳論』(1887) で「儒教は『やってはいけないこと』ばかりを教えており、自主性が育たない」と指摘した。なお、先に述べたように彼は修身科教科書として『小学修身訓』を書いたが、これは西洋と東洋の哲学・倫理観をうまく組み合わせて折り合いをつけようとしたものであって、儒教主義一辺倒のものではなかった。
初代文部大臣であった森有礼もまた、このような儒教主義に批判的立場にあった。彼は道徳教育に「自発性」を求め、忠孝道徳の暗記を強要する儒教主義には限界があると主張し、1887年（明治20年）に刊行した『倫理書』で「自分と他人は常に助け合って生きている」という自他併立の倫理観を発表した。また、道徳教育は修身科によって言葉で教え込むよりも、体育のような「体で覚えさせえる」教科によって行われるべきだとした。
また、別の立場・主張も存在した。例えば、杉浦重剛は『日本教育言論』(1887)の中で、儒学と洋学を基礎として日本古来の倫理観に基づく道徳教育をすべきだと主張した。また、加藤弘之も1887年（明治20年）に『徳育方法案』を発表し、「道徳教育を宗教の中に求める」ことを主張した。彼によると、道徳教育において一番大切なのは「愛国心」を育てることであり、そのためには儒教だけではなく、神道、仏教、キリスト教なども組み合わせて教育を行うべきであるとした。
このように1880年代に起こった道徳教育に関しての議論を「徳育論争」と呼ぶが、能勢栄はこの様子をみて、「どの論も甲乙付けがたく、限りがない」といったという。そして、彼はこの徳育論争のまとめとして1890年（明治23年）に『徳育鎮定論』を刊行した。その内容は、洋学主義や儒教主義といったような「ただ1つの主義を決めて道徳教育をおこなう必要はない」と主張し、日本人が昔から持っている「コモンセンス」を大切にして道徳教育を行うべきだというものであった。
このように、道徳教育に関する議論は収束することなく、混迷を極め、1887年（明治20年）に教科書によらないように「小学教則」が改正されると、修身教育は無軌道に陥った。
しかし、結局、『教育聖旨』という天皇の名によって発せられた方針に抗うことはできず、その儒教主義的な教育内容を変えることはできなかった。
さらに、1889年（明治22年）に森有礼が暗殺されると、政府内部からも森への批判が表面化することとなる。こうして、その翌年の1890年（明治23年）には『徳育涵養ノ義ニ付建議』が提出され、『教育勅語』の渙発がなされると事態は解決を迎えおおむね儒教的思想に基づいた内容となった。

### 教育勅語体制の下で
吉田熊次により、カント哲学と儒教に基づく国民道徳論が導入された。モットーとして、英国のジェントルマンや仏国のシトワイヤンに相当する、良き日本人像が導入された。
1891年6月17日に明治24年文部省令第4号（いわゆる「小学校祝日大祭日儀式規程」）が出され、学校教育全体での修身教育化が進められた

### 大正デモクラシー
関東大震災(1923年)前から、過度の外国文化の流入によって東京人の道徳が乱れていき、関東大震災後にそれがより一層悪くなったとされる (『国民精神作興ニ関スル詔書』、夢野久作『街頭から見た新東京の裏面』『東京人の堕落時代』)。自由主義の波により、華族や富豪が堕落し平民的になっていったとされる（『東京人の堕落時代』）。
昭和9年(1934年)4月2日、小学教育における国民道徳振作を目的とした『小学校教師ニ賜ワリタル勅語』が渙発された。

### 日中戦争
1937年8月24日に国民精神総動員実施要綱が閣議決定された。

### 第二次世界大戦
1941年5月27日、国防を目的とした科学技術新体制確立要綱が閣議決定され、「国民科学精神の涵養」のための教育教科の刷新が行われた。

### 戦後
第二次世界大戦後の日本はGHQによる占領が行われ、連合国（アメリカ）、日本政府両者が並行して教育改革を進めた。修身は1945年12月31日にGHQ指令「修身、日本歴史及ビ地理停止ニ関スル件」により修身は廃止された。
修身の廃止後、復活を求める声もあがったが、1950年11月16日に行われた文教審議会（委員は吉田茂首相ほか）では、「特に新設の要はない」として復活が否定された。

## 教科書

### 翻訳教科書時代
- 「泰西勧善訓蒙」（原題「Premiers éléments de droit usuel et pratique」）ルイ・シャルル・ボンヌ著・箕作麟祥訳[45][51]
- 「童蒙教草」（原題「The Moral Class-book」）ウィリアム・チェンバース/ロバート・チェンバース著・福沢諭吉訳[45][51]
- 「性法略」シモン・フィッセリング（ドイツ語版）談・神田孟悟訳[45]
- 「健全学」（原題「The Book of Health」）ロベルト・ジェームス・メン著・杉田玄端訳[45]
- 「民家童蒙解」（原題「Morals for The Young」）エマ・ウィラード（英語版）著、新井堯民訳[45]
- 「修身論」（原題「Elements of Moral Science」）フランシス・ウェーランド（英語版）・阿部泰蔵訳[45]
- 「小学道徳論」フリードリヒ・ヴィルヘルム・フリッケ（ドイツ語版）著・松田正久訳[45]
- 「訓蒙叢談」（原題「Elementary moral lessons, for schools and families」）マーセラス・F・カウダリー著・海老名普訳[45]
- 「西国立志編」サミュエル・スマイルズ著・中村正直訳[45][51]
- 「仏蘭西民法」箕作麟祥訳[45][52]
- 「通俗伊蘇普物語」Thomas Jane 編・渡部温訳[51]

東洋思想のもの：
- 「勧孝邇言」上羽勝衛[51]
- 「修身要訣」石村貞一[51]
- 「近世孝子伝」城井寿章[51]
- 「明治孝節録」近藤芳樹[51]
- 「小学生徒心得」文部省[51]

### 儒教教科書時代
- 「小学修身訓」西村茂樹[51]
- 「童蒙家道訓」野村肇[51]
- 「日本立志編」干河岸貫一[51]
- 「修身児訓」亀谷行[51]
- 「幼学綱要」宮内省[51]
- 「小学修身書」文部省編輯局[51]
- 「小学修身書 初等科之部」文部省編輯局[51]
- 「小学修身書」木戸麟[51]
- 「小学作法書」文部省[51]

### 第1期国定教科書
1904年（明治37年）使用開始。教育勅語以後の検定期の教科書と比べると、児童の発達段階も考慮され、各課の内容は主知的、開明的で、全体の基調としては近代的市民的倫理が強調されている。しかし、ヘルバルト主義教育論者からは、その内容が忠孝主義かつ徳目主義に偏っているとの批判がなされ（ヘルバルト主義教育論者は徹底した人物主義教授法により、子どもたちに自然に感動させる修身教育を目指した）、一方で日本主義の論者からは忠孝道徳を軽視していると批判された。
尋常科4年間、高等科2年間にわたる教科書において、主要な道徳として示されているものは163あり、内容のおよその割合は以下の通り。
国家に対する道徳 - 2割
公益・興産および公民の心得など国民の義務に関するものが多い。国体についての道徳は各学年で必ず入っているが、全体の1割に過ぎない。
人間関係についての道徳 - 4割
博愛・親切・正直・人への迷惑の戒めなど社会性の市民倫理を主とするものが多い。水夫虎吉がアメリカの捕鯨船に救われた話（尋常科4年・第18課）や、ナイチンゲール（高等科1年・第25・26課）などの外国人を取り上げて、国際的な博愛を取りあげる課もある。高等科2年・第15課「人身の自由」ではリンカーンの奴隷解放をたたえるなど自由・平等・博愛の思想に基づくものもある。
個人の道徳 - 4割
生活規律・習慣に関するもの、自主的態度に関するものが多い。学問・知識・理性の尊重などがみられる。また、「勤労、勤勉」（高等科2年・第25課）では近代的職業倫理の重要性が示されている。

### 第2期国定教科書
1910年（明治43年）から順次発行、使用開始。儒教主義的倫理が強調され、さらに、軍国的教材も登場、それらが国家主義と家族主義に結合されるように構成されている。教育勅語を教科書の中に多く取り入れ、教科書の巻4（尋常小学校4年用）の最初に教育勅語の全文が載せられ、巻5ではいくつかの課で勅語の語句を説明し、巻6の最後の3つの課で勅語の大意を説いている。第1期の教科書において13人登場していた西洋人は5人となった。
尋常小学校6年間にわたって示されている主要な徳目は157であり、内容のおよその割合は以下の通り。
国家に対する道徳 - 25%
「国民の義務」に関する内容は激減し、国体に関するものが大幅に増加し、低学年から万世一系の国体観念を持たせようとしている。また、木口小平は第1期では「勇敢」そのものの例として登場していただけだが、第2期では日露戦争における旅順港閉塞隊の例とともに「忠君」と「愛国」と「義勇」とを結びつける教材として登場している。
人間関係についての道徳 - 40%
家族関係についての儒教的道徳観が増加。祖先をまつり、家名を重んずる内容がみられ、「家」の観念が強調されている。「人の自由を守る」、「人を助ける」、「商いの正直」、「人に迷惑をかけぬ」などが削除または減少し、替わって、「廉潔」、「報恩」、「寛容」、「謙遜」などが増加または追加されている。
個人の道徳 - 35%
学校の意義、教育を受ける、過ちをなくすなどの項目が削除され、自立自営・勤勉・勤労・忍耐も各1つずつ減少。沈着・勇気を説く例話として、新たに木村重成・毛利元就の妻・加藤清正・佐久間勉艇長も登場している。

### 第3期国定教科書
1918年（大正7年）から1933年（昭和8年）までに発行。

### 第4期国定教科書
1934年（昭和9年）から1940年（昭和15年）までに発行。

### 第5期国定教科書
1941年（昭和16年）から1945年（昭和20年）までに発行。